# Сучавський повіт (Австро-Угорщина)
Суча́вський повіт (нім. Bezirk Suceava) — адміністративна одиниця у складі Буковинського округу (1786-1849) та Герцогства Буковина (1849-1918). Адміністративний центр — місто Сучава.

## Розташування
Сучавський повіт — південно-східний повіт Герцогства Буковина. На півночі межував з Серетським повітом, на заході — з Ґурагуморським. На сході та півдні межі повіту збігалися з австрійсько—румунським кордоном, за яким знаходилися жудеці: Дорохой, Ботошани та Бая.

## За часів Габсбурзької монархії
За часів Габсбурзької монархії місто Сучава вперше набула статусу центру адміністративно-територіальної одиниці в 1775 році, коли Чернівецький генералат було реорганізовано в Дистрикт Буковина, у складі якого утворено Сучавський дистрикт.

Після приєднання (1786) краю до Королівства Галичини та Володимирії у статусі Буковинського округу, Сучавський дистрикт було розділено на: Серетський і Сучавський дистрикти, та Довгопільський окіл.

1 серпня 1794 року дистрикт Сучава було реорганізовано в Сучавський повіт, який складався з 12 околів по 10 громад.

### Адміністративна одиниця Герцогства Буковина
У 1849 Буковинському округу було надано статус коронного краю.

Після адміністративної реформи 1850 року Сучавський повіт був одним з 15 повітів Герцогства Буковина, а реформи 1865—1867 років — одним з 11.

Станом на 1868 рік Сучавський повіт складався з населених пунктів судових повітів Сучава (налічував 37 367 мешканців, площа 9,25 миль) і Ґурагумора (налічував 21 545 мешканців, площа 13,88 миль). Однак 1 жовтня 1903 року судовий повіт Ґурагумора був виділений у новоутворений Ґурагуморський повіт.

У Сучавському повіті в 1900 році чисельність населення становила 55 741 особу. Серед населення в 1900 р. було 11 269 русинів-українців (18 %), 11 549 осіб розмовляли німецькою (18,5 %), 37 522 румунською (59,6 %) та 1 870 іншими мовами (3 %). Повіт у 1900 р. займав площу 569,32 км², включав судовий повіт з 41 гміною (самоврядною громадою) та 27 фільварками.

Повіт за переписом 1910 року налічував 49 населених пунктів, об'єднаних у 41 гміну (самоврядну громаду) та у судовий повіт. Площа повіту становила 569 км², проживали 66 827 осіб. За віросповіданням: 5 278 римо-католиків, 1 026 греко-католиків, 41 вірмено-католик, 51 470 православних, 228 вірмено-православних, 1 602 лютерани, 7 кальвіністів, 560 липованів, 6 614 юдеїв. За національністю: 11 723 німці, 24 чехи-моравці-словаки, 1 636 поляків, 6 327 українців, 46 529 румунів, 169 угорців, 419 чужоземці. Щодо чисельності румунського населення 1910 року історики зауважили його завищення внаслідок «значної фальсифікації перепису 1910 року» румунською владою.
| Рік  | Жителі | Німецькомовні | Україномовні | Румунськомовні | Інші мови |
| ---- | ------ | ------------- | ------------ | -------------- | --------- |
| 1869 | 69.023 |               |              |                |           |
| 1880 | 76.210 | 15.185        | 8.101        | 48.356         | 3.545     |
| 1890 | 83.250 | 17.695        | 10.137       | 51.387         | 3.500     |
| 1900 | 62.447 | 11.549        | 11.269       | 37.252         | 1.870     |
| 1910 | 66.827 | 11.723        | 6.327        | 46.529         | 2.248     |

## Самоврядні громади на 1910 рік[7]
Судовий повіт Сучава
- Балачана
- Босанче (складається з Босанче і Булая 1 Ант.)
- Бунешти
- Бунінці
- Хілішені (Стирбец)
- Данила
- Ґаврени
- Гатна
- Іпотешти
- Іцкани Бангоф
- Якобешти (складається з Ґурасольче і Якобешти (Фаґодістен))
- Калинівці Єнакого
- Калинівці Купаренка (складається з Калинівці Купаренка і Василяки)
- Команешти
- Костина
- Липовен (Соколинці)
- Лісаура
- Літені
- Людігумора
- Мерицея (складається з Кляйнмерицей і Мерицея)
- Міговені
- Мітока-Драгомірна
- Нойіцкани
- Паргоуц
- Петроуц
- Реусені (складається з Пояна Сільона і Реусені)
- Романешти (складається з Ракова і Романешти)
- Рус Манастьора (складається з Лункушора) і Рус Манастьора)
- Рус Плавалар (складається з Гряцка і Рус Плавалар)
- Рус Поєне
- Санкт Іліє
- Секурічені
- Скея
- Слободзія (Милишивці Нижні)
- Солонець
- Строєшти
- Сучава (складається з Булая і Сучава)
- Тешоуц
- Теодорешти
- Уйдешти
- Захарешти

## Перша світова війна
Під час Першої світової війни територія повіту неодноразово займалася російськими військами. Протягом цього часу повітом керував призначений окупаційною владою намісник («начальник уезда»).

## Після падіння Австро-Угорщини

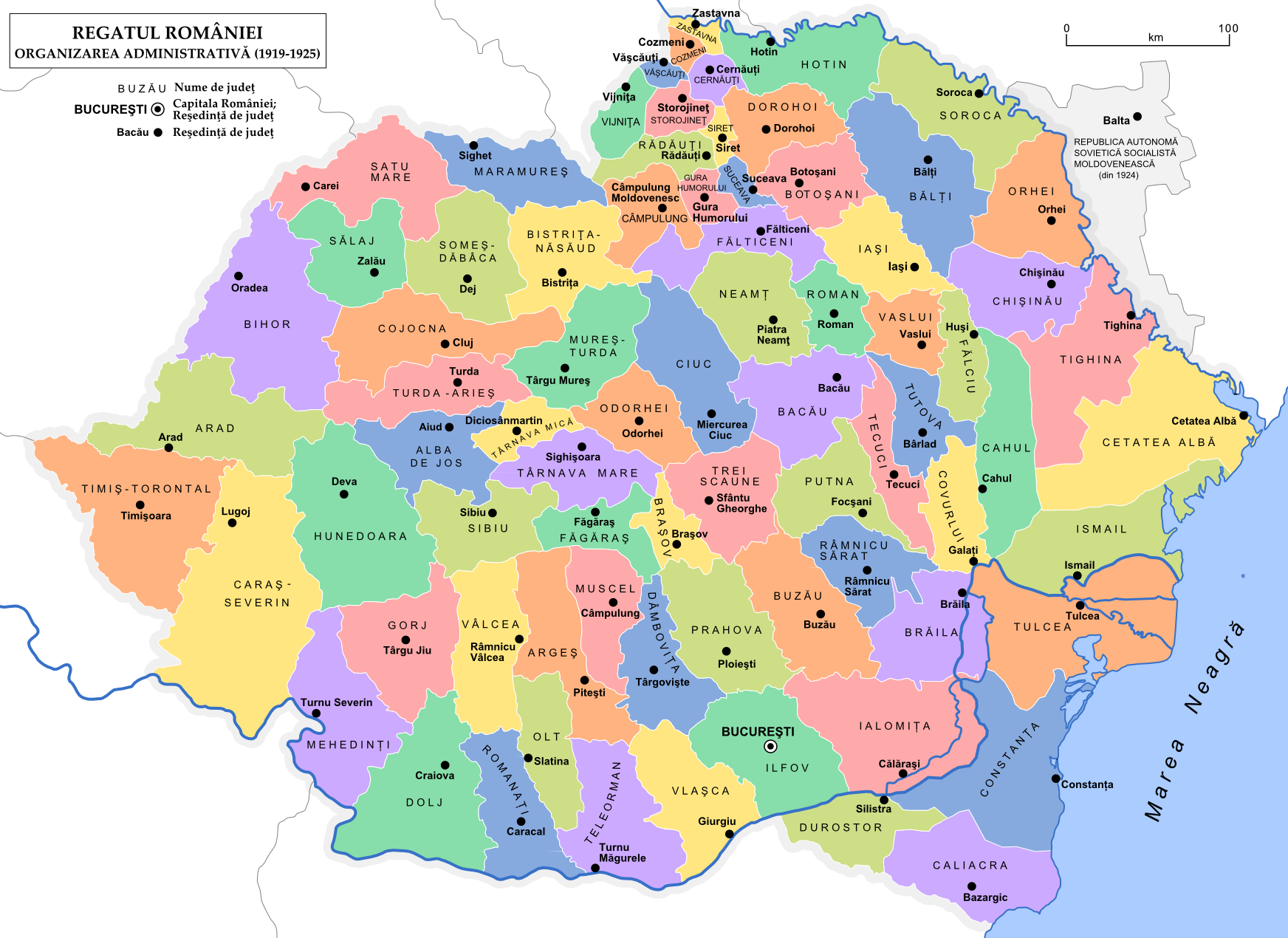
Адміністративно-територіальний поділ Румунського королівства (1919-1925)

6 листопада 1918-го року останній Буковинський крайовий президент граф Йозеф фон Ездорф офіційно передав владу у повітах де переважна більшість мешканців становили румуни (зокрема Сучавському) представнику румунської громади Аурелу Ончулу.

Однак Румунське королівство, спираючись на шовіністичні кола серед лідерів місцевої румунської громади, не визнала розподілу Герцогства Буковина за етнічною ознакою, і прагнучи заволодіти всім краєм, розпочала військову операцію, підсумком якої стала анексія всієї Буковини.

З 1919 року Сучавський повіт було реорганізовано в Жудець Сучава, який (як й інші повіти) до 1925 року зберігався у тих самих межах.

Відповідно до закону від 14 червня 1925 р., жудець Сучава був розширений за рахунок частини жудеця Ґурагумора (до 1919 - Ґурагуморський повіт), який було ліквідовано та розділено між жудецями Сучава та Кимполунг.